# 穴鮗
穴鮗為輻鰭魚綱鱸形目鱸亞目七夕魚科的其中一種，分布於印尼蘇拉威西Togian島海域，體長可達4.6公分，棲息在珊瑚礁或潟湖，屬肉食性，雄魚有護卵的行為。

## 擴展閱讀
維基物種上的相關：穴鮗